# Det Lille Kørekort
 Ikke at forveksle med Kørekort.
Det Lille Kørekort er en 20 minutter lang børneudsendelse, der er opdelt i 5 afsnit af 5 minutters varighed. Filmen handler om hvordan man gebærder sig i trafikken og blev vist på DR i 2003, og er lavet af Rådet for Sikker Trafik.
Filmen handler om politimesteren Bruno og hans elev Niller som spilles af Hella Joof og Peter Frödin, Nillers største ønsker er at blive en rigtig politibetjent, men det kan kun lade sig gøre ved at der bl.a. skal tages fem prøver som består i at der skal tjekkes cykler, cykles over kryds, og køres på cykelbane. Når disse prøver er bestået kan han få det lille kørekort, som det kræves for at blive en rigtig politibetjent.

## Afsnit
1. Introduktion (Her præsenter Bruno og Niller sig)
2. Cykeltjek - Bruno og Niller tjekker cykler
3. Cykelsignaler - Bruno og Niller i krydset
4. Cykelbane - Bruno og Niller på cykelbanen
5. Cykelopførsel - Bruno og Niller viser stil